# Seznam kamenů zmizelých v Plzeňském kraji

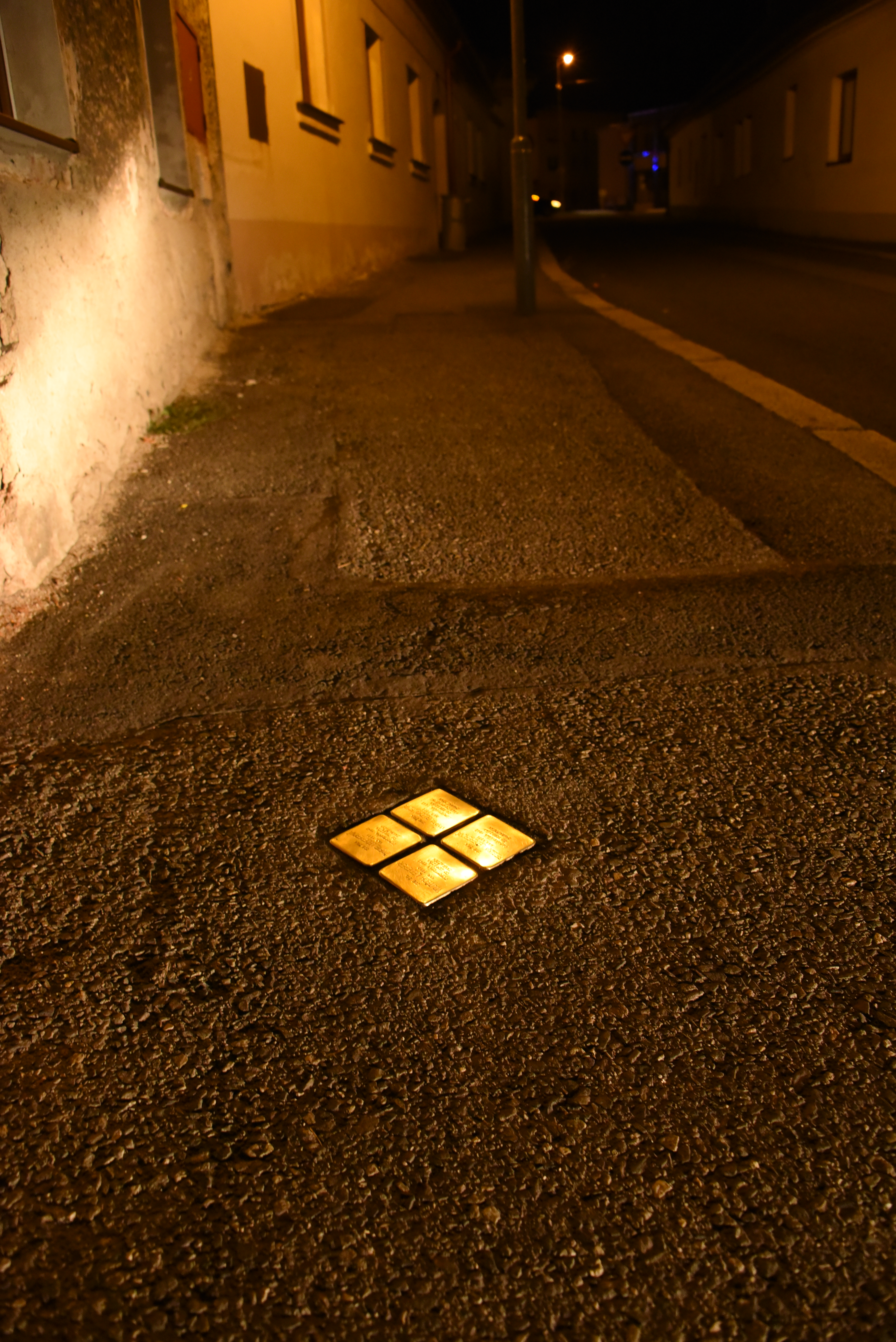
Kameny zmizelých za rodinu Lederera v Horažďovicích

Seznam kamenů zmizelých v Plzeňském kraji obsahuje pamětní kameny obětem nacismu na území Plzeňského kraje. Jsou součástí celoevropského projektu Stolpersteine německého umělce Guntera Demniga. Kameny zmizelých jsou věnovány osudu těch, kteří byli nacisty deportováni, vyhnáni, zavražděni nebo spáchali sebevraždu.
Kameny zmizelých se zpravidla nacházejí před posledním místem pobytu obětí.

## Horažďovice
V Horažďovicích byly položeny následující kameny:
| Obrázek | Nápis | Bydliště                                            | Jméno, život            |
| ------- | --- | --------------------------------------------------- | ----------------------- |
|         | ZDE ŽIL JAKUB ADLER NAR. 1866 ZAVRAŽDĚN 1942 V MAUTHAUSENU                                                 | Plzeňská 265 49°19′23″ s. š., 13°42′4″ v. d.        | Jakub Adler             |
|         | ZDE ŽIL OTA ADLER NAR. 1908 DEPORTOVÁN 1942 DO TEREZÍNA DO OSVĚTIMI 1943 ZAVRAŽDĚN                         | Plzeňská 265                                        | Ota Adler               |
|         | ZDE ŽILA JINDŘIŠKA ADLEROVÁ NAR. 1910 DEPORTOVÁNA 1942 DO TEREZÍNA DO OSVĚTIMI 1943 ZAVRAŽDĚNA             | Plzeňská 265                                        | Jindřiška Adlerová      |
|         | ZDE ŽILA RŮŽENA ADLEROVÁ NAR. 1910 DEPORTOVÁNA 1942 DO TEREZÍNA DO OSVĚTIMI 1943 ZAVRAŽDĚNA                | Plzeňská 265                                        | Růžena Adlerová         |
|         | ZDE ŽIL KAREL GLAUBER NAR. 1937 DEPORTOVÁN 1942 DO TEREZÍNA 1943 DO OSVĚTIMI ZAVRAŽDĚN 18.12.1943          | Ševčíkova 22 49°19′17″ s. š., 13°42′5″ v. d.        | Karel Glauber           |
|         | ZDE ŽIL VALTR GLAUBER NAR. 1899 DEPORTOVÁN 1942 DO TEREZÍNA 1943 DO OSVĚTIMI ZAVRAŽDĚN 18.12.1943          | Ševčíkova 22                                        | Valtr Glauber           |
|         | ZDE ŽILA GERTRUDA GLAUBEROVÁ NAR. 1909 DEPORTOVÁNA 1942 DO OSVĚTIMI ZAVRAŽDĚNA 16.1.1943                   | Ševčíkova 22                                        | Gertruda Glauberova     |
|         | ZDE ŽIL MARTA GLÜCKAUFOVÁ NAR. 1889 DEPORTOVÁN 1942 DO TEREZÍNA 1943 DO OSVĚTIMI ZAVRAŽDĚNA                | Jiřího z Poděbrad 228 49°19′22″ s. š., 13°42′ v. d. | Marta Glückaufová       |
|         | ZDE ŽIL OSVALD KAFKA NAR. 1908 DEPORTOVÁN 1942 DO TEREZÍNA 1943 DO OSVĚTIMI ZAVRAŽDĚN                      | Ševčíkova 22 49°19′17″ s. š., 13°42′5″ v. d.        | Osvald Kafka            |
|         | ZDE ŽIL OTAKAR KAFKA NAR. 1919 DEPORTOVÁN 1942 DO TEREZÍNA 1943 DO OSVĚTIMI ZAVRAŽDĚN                      | Ševčíkova 22                                        | Otakar Kafka            |
|         | ZDE ŽILA BERTA KAFKOVÁ NAR. 1884 DEPORTOVÁNA 1942 DO TEREZÍNA 1943 DO OSVĚTIMI ZAVRAŽDĚNA                  | Ševčíkova 22                                        | Berta Kafková           |
|         | ZDE ŽIL ARTUR KLEIN NAR. 1906 DEPORTOVÁN 1942 DO TEREZÍNA 1943 DO OSVĚTIMI ZAVRAŽDĚN 20.1.1943             | Havlíčkova 41 49°19′14″ s. š., 13°42′6″ v. d.       | Artur Klein             |
|         | ZDE ŽIL RUDOLF KLEIN NAR. 1878 DEPORTOVÁN 1942 DO TEREZÍNA 1943 DO OSVĚTIMI ZAVRAŽDĚN 20.1.1943            | Havlíčkova 41                                       | Rudolf Klein            |
|         | ZDE ŽIL WALTER KLEIN NAR. 1909 DEPORTOVÁN 1942 DO TEREZÍNA 1943 DO OSVĚTIMI ZAVRAŽDĚN 20.1.1943            | Havlíčkova 41                                       | Walter Klein            |
|         | ZDE ŽILA ŽOFIE KLEINOVÁ NAR. 1879 DEPORTOVÁNA 1942 DO TEREZÍNA 1943 DO OSVĚTIMI ZAVRAŽDĚNA 20.1.1943       | Havlíčkova 41                                       | Žofie Kleinová          |
|         | ZDE ŽIL VOJTĚCH LEDERER NAR. 1860 DEPORTOVÁN 1942 DO TEREZÍNA ZAVRAŽDĚN                                    | Jiřího z Poděbrad 228 49°19′22″ s. š., 13°42′ v. d. | Vojtěch Avraham Lederer |
|         | ZDE ŽILA REGINA LEDEREROVÁ NAR. 1869 DEPORTOVÁNA 1942 DO TEREZÍNA ZAVRAŽDĚNA                               | Jiřího z Poděbrad 228                               | Regina Ledererová       |
|         | ZDE ŽILA ŽOFIE LEDEREROVÁ NAR. 1861 DEPORTOVÁNA 1942 DO TEREZÍNA ZAVRAŽDĚNA                                | Jiřího z Poděbrad 228                               | Žofie Ledererová        |
|         | ZDE ŽIL DAVID LOHEIT NAR. 1876 DEPORTOVÁN 1942 DO TEREZÍNA 1943 DO OSVĚTIMI ZAVRAŽDĚN                      | Havlíčkova 51 49°19′14″ s. š., 13°42′4″ v. d.       | David Loheit            |
|         | ZDE ŽILA ELISKA LOHEITOVÁ NAR. 1909 DEPORTOVÁNA 1942 DO TEREZÍNA 1943 DO OSVĚTIMI ZAVRAŽDĚNA               | Havlíčkova 51                                       | Eliska Loheitová        |
|         | ZDE ŽILA JOSEFA LOHEITOVÁ NAR. 1882 DEPORTOVÁNA 1942 DO TEREZÍNA 1943 DO OSVĚTIMI ZAVRAŽDĚNA               | Havlíčkova 51                                       | Josefa Loheitová        |
|         | ZDE ŽIL ALFRED LÖWY NAR. 1896 DEPORTOVÁN 1942 DO TEREZÍNA 1943 DO OSVĚTIMI ZAVRAŽDĚN                       | Havlíčkova 51                                       | Alfred Löwy             |
|         | ZDE ŽIL FRANTIŠEK LÖWY NAR. 1930 DEPORTOVÁN 1942 DO TEREZÍNA 1944 DO OSVĚTIMI ZAVRAŽDĚN 4.10.1944          | Havlíčkova 51                                       | František Löwy          |
|         | ZDE ŽIL JOSEF LÖWY NAR. 1864 DEPORTOVÁN 1942 DO TEREZÍNA ZAVRAŽDĚN 1.3.1943                                | Komenského 193                                      | Josef Löwy              |
|         | ZDE ŽIL LEO LÖWY NAR. 1928 DEPORTOVÁN 1942 DO TEREZÍNA 1943 DO OSVĚTIMI ZAVRAŽDĚN3                         | Havlíčkova 51                                       | Leo Löwy                |
|         | ZDE ŽIL RICHARD LÖWY NAR. 1892 DEPORTOVÁN 1942 DO TEREZÍNA 1944 DO OSVĚTIMI ZAVRAŽDĚN 1.10.1944            | Havlíčkova 51                                       | Richard Löwy            |
|         | ZDE ŽILA FRANTIŠKA LÖWYOVÁ NAR. 1865 DEPORTOVÁNA 1942 DO TEREZÍNA ZAVRAŽDĚNA                               | Komenského 193                                      | Františka Löwyová       |
|         | ZDE ŽILA RŮŽENA LÖWYOVÁ NAR. 1898 DEPORTOVÁNA 1942 DO TEREZÍNA 1943 DO OSVĚTIMI ZAVRAŽDĚNA                 | Havlíčkova 51                                       | Růžena Löwyová          |
|         | ZDE ŽILA ZDEŇKA LÖWYOVÁ NAR. 1930 DEPORTOVÁNA 1942 DO TEREZÍNA 1943 DO OSVĚTIMI ZAVRAŽDĚNA                 | Havlíčkova 51                                       | Zdeňka Löwyová          |
|         | ZDE ŽIL ZIKMUND MAUTNER NAR. 1901 DEPORTOVÁN 1942 DO TEREZÍNA DO OSVĚTIMI 1943 ZAVRAŽDĚN                   | Plzeňská 265 49°19′23″ s. š., 13°42′4″ v. d.        | Zikmund Mautner         |
|         | ZDE ŽIL FRANTIŠEK MÜNZ NAR. 1885 DEPORTOVÁN 1942 DO MAUTHAUSENU ZAVRAŽDĚN 11.6.1942                        | Mírové nám. 4 49°19′14″ s. š., 13°42′3″ v. d.       | František Münz          |
|         | ZDE ŽIL HUGO MÜNZ NAR. 1912 DEPORTOVÁN 1942 DO TEREZÍNA 1943 DO OSVĚTIMI ZAVRAŽDĚN                         | Mírové nám. 4                                       | Hugo Münz               |
|         | ZDE ŽILA MALVINA MÜNZOVÁ NAR. 1892 DEPORTOVÁNA 1942 DO TEREZÍNA 1943 DO OSVĚTIMI ZAVRAŽDĚNA                | Mírové nám. 4                                       | Malvina Münzová         |
|         | ZDE ŽILA JOSEFINA PISINGEROVÁ NAR. 1899 DEPORTOVÁNA 1942 DO TEREZÍNA 1943 DO OSVĚTIMI ZAVRAŽDĚNA 23.1.1943 | Plzeňská 265 49°19′23″ s. š., 13°42′4″ v. d.        | Josefina Pisingerová    |
|         | ZDE ŽIL ARNOLD SCHWARTZ NAR. 1903 DEPORTOVÁN 1942 DO TEREZÍNA 1943 DO OSVĚTIMI ZAVRAŽDĚN 26.1.1943         | Havlíčkova 51                                       | Arnold Schwartz         |
|         | ZDE ŽILA MARKETA LÖWYOVA NAR. 1903 DEPORTOVÁNA 1942 DO TEREZÍNA 1944 DO OSVĚTIMI ZAVRAŽDĚNA 4.10.1944      | Havlíčkova 51                                       | Marketa Löwyová         |
|         | ZDE ŽILA RŮŽENA WEISOVÁ NAR. 1881 DEPORTOVÁNA 1942 DO TEREZÍNA ZAVRAŽDĚNA 15.12.1942                       | Havlíčkova 41                                       | Růžena Weisová          |

## Plzeň
Následující kameny byly položeny v Plzni:
| Obrázek | Nápis | Bydliště                                                    | Jméno, život               |
| ------- | --- | ----------------------------------------------------------- | -------------------------- |
|         | ZDE ŽILA ARNOŠTKA ADELOVÁ NAR. 1875 DEPORTOVÁNA 1942 DO TEREZÍNA ZAVRAŽDĚNA 1944                                           | Tovární 119/6 49°44′52″ s. š., 13°22′10″ v. d.              | Arnoštka Adelová           |
|         | ZDE ŽIL HUGO BAUM NAR. 1879 DEPORTOVÁN 1942 DO TEREZÍNA ZAVRAŽDĚN 1942 V ZAMOŚĆI                                           | Plachého 812/6 49°44′35″ s. š., 13°22′16″ v. d.             | Hugo Baum                  |
|         | ZDE ŽILA IRMA BAUMOVÁ NAR. 1892 DEPORTOVÁNA 1942 DO TEREZÍNA ZAVRAŽDĚNA 1942 V ZAMOŚĆI                                     | Plachého 812/6                                              | Irma Baumová               |
|         | ZDE ŽIL PETR BAUM NAR. 1925 DEPORTOVÁN 1942 DO TEREZÍNA ZAVRAŽDĚN 1942 V ZAMOŚĆI                                           | Plachého 812/6                                              | Petr Baum                  |
|         | ZDE ŽIL LEO BRUMMEL NAR. 1890 DEPORTOVÁN 1943 DO TEREZÍNA ZAVRAŽDĚN 1944 V OSVĚTIMI                                        | Klatovská tř. 26/140 49°43′50″ s. š., 13°22′11″ v. d.       | Leo Brummel                |
|         | ZDE ŽILA ELIŠKA BRUMMELOVÁ NAR. 1926 DEPORTOVÁNA 1943 DO TEREZÍNA ZAVRAŽDĚNA 1944 V OSVĚTIMI                               | Klatovská tř. 26/140                                        | Eliška Brummelová          |
|         | ZDE ŽILA GERTRUDA BRUMMELOVÁ NAR. 1899 DEPORTOVÁNA 1943 DO TEREZÍNA ZAVRAŽDĚNA 1944 V OSVĚTIMI                             | Klatovská tř. 26/140                                        | Gertruda Brummelová        |
|         | ZDE ŽIL JINDŘICH ČERNÝ NAR. 1913 DEPORTOVÁN 1939 DO ORANIENBURGU 1944 DO BERGEN-BELSENU ZAVRAŽDĚN 5. 2. 1945               | Prešovská 199/10 49°44′48″ s. š., 13°22′31″ v. d.           | Jindřich Černý             |
|         | ZDE ŽIL EMIL EHRLICH NAR. 1923 DEPORTOVÁN 1942 DO TEREZÍNA ZAVRAŽDĚN 1944 V OSVĚTIMI                                       | Bendova 1172/5 49°44′27″ s. š., 13°22′14″ v. d.             | Emil Ehrlich               |
|         | ZDE ŽIL JOSEF EHRLICH NAR. 1893 DEPORTOVÁN 1944 DO TEREZÍNA ZAVRAŽDĚN 1944 V OSVĚTIMI                                      | Bendova 1172/5                                              | Josef Ehrlich              |
|         | ZDE ŽIL HERMÍNA EHRLICHOVÁ NAR. 1896 DEPORTOVÁN 1942 DO TEREZÍNA ZAVRAŽDĚN 1944 V OSVĚTIMI                                 | Bendova 1172/5                                              | Hermína Ehrlichová         |
|         | ZDE ŽIL MUDR. THEODOR EISNER NAR. 1872 DEPORTOVÁN 1942 DO TEREZÍNA ZAVRAŽDĚN 27. 2. 1942                                   | Prešovská 201/4 49°44′48″ s. š., 13°22′33″ v. d.            | Theodor Eisner             |
|         | ZDE ŽIL ADOLF FANTA NAR. 1889 DEPORTOVÁN 1942 DO TEREZÍNA ZAVRAŽDĚN 1942 V IZBICE                                          | Sady Pětatřicátníků 316/6 49°44′46″ s. š., 13°22′26″ v. d.  | Adolf Fanta                |
|         | ZDE ŽILA HANA FANTOVÁ NAR. 1923 DEPORTOVÁNA 1942 DO TEREZÍNA ZAVRAŽDĚNA 1942 V IZBICE                                      | Sady Pětatřicátníků 316/6                                   | Hana Fantová               |
|         | ZDE ŽILA REGINA FANTOVÁ NAR. 1887 DEPORTOVÁNA 1942 DO TEREZÍNA ZAVRAŽDĚNA 1942 V IZBICE                                    | Sady Pětatřicátníků 316/6                                   | Regina Fantová             |
|         | ZDE ŽIL JULIUS FISCHER NAR. 1876 DEPORTOVÁN 1942 DO TEREZÍNA ZAVRAŽDĚN 19. 4. 1942                                         | Čermákova 1570/8 49°44′4″ s. š., 13°22′2″ v. d.             | Julius Fischer             |
|         | ZDE ŽILA FRANTIŠKA FISCHEROVÁ NAR. 1888 DEPORTOVÁNA 1942 DO TEREZÍNA ZAVRAŽDĚNA                                            | Čermákova 1570/8                                            | Františka Fischerová       |
|         | ZDE ŽILA VĚRA FISCHEROVÁ NAR. 1923 DEPORTOVÁNA 1942 DO TEREZÍNA ZAVRAŽDĚNA                                                 | Čermákova 1570/8                                            | Věra Fischerová            |
|         | ZDE ŽIL EMIL FISCHL NAR. 1877 DEPORTOVÁN 1942 DO TEREZÍNA ZAVRAŽDĚN 1942 V RIZE                                            | Husova 36 49°44′45″ s. š., 13°22′2″ v. d.                   | Emil Fischl                |
|         | ZDE ŽILA HENRIETA FISCHLOVÁ NAR. 1886 DEPORTOVÁNA 1942 DO TEREZÍNA ZAVRAŽDĚNA 1943 V IZBICI                                | Husova 36                                                   | Henrieta Fischlová         |
|         | ZDE ŽILA JOLANTA FRIEDLEROVÁ NAR. 1895 DEPORTOVÁNA 1942 DO TEREZÍNA ZAVRAŽDĚNA 1942 V RAASIKU                              | Kardinála Berana 23 49°44′35″ s. š., 13°22′13″ v. d.        | Jolanta Friedlerová        |
|         | ZDE ŽIL HARRY FRIEDLER NAR. 1894 DEPORTOVÁN 1942 DO TEREZÍNA ZAVRAŽDĚN 1942 V RIZE                                         | Kardinála Berana 23                                         | Harry Friedler             |
|         | ZDE ŽIL JIŘÍ FREUND NAR. 1894 DEPORTOVÁN 1942 DO TEREZÍNA ZAVRAŽDĚN 1944 V OSVĚTIMI                                        | Žižkova 29 49°44′3″ s. š., 13°21′49″ v. d.                  | Jiří Freund                |
|         | ZDE ŽIL ARNOŠT GÄRTNER NAR. 1878 DEPORTOVÁN 1942 DO TEREZÍNA DO IZBICI ZAVRAŽDĚN                                           | Pobřežní 8 49°45′0″ s. š., 13°22′21″ v. d.                  | Arnošt Gärtner             |
|         | ZDE ŽILA HELENA GÄRTNEROVÁ NAR. 1891 DEPORTOVÁNA 1942 DO TEREZÍNA DO IZBICI ZAVRAŽDĚNA                                     | Pobřežní 8                                                  | Helena Gärtnerová          |
|         | ZDE ŽIL JOSEF GÄRTNER NAR. 1927 DEPORTOVÁN 1942 DO TEREZÍNA DO IZBICI ZAVRAŽDĚN                                            | Pobřežní 8                                                  | Josef Gärtner              |
|         | ZDE ŽIL MUDR. ERVÍN GLASER NAR. 1890 DEPORTOVÁN ZAVRAŽDĚN 12. 9. 1939 V BUCHENWALDU                                        | Riegrova 5 49°44′51″ s. š., 13°22′33″ v. d.                 | Ervín Glaser               |
|         | ZDE ŽIL OSKAR GOLDSCHEIDER NAR. 1894 DEPORTOVÁN 1940 DO TEREZÍNA ZAVRAŽDĚN 18. 3. 1942 V MAUTHAUSENU                       | Veleslavínova 285/23 49°44′56″ s. š., 13°22′37″ v. d.       | Oskar Goldscheider         |
|         | ZDE ŽILA SERAFINA GOLDSCHEIDEROVÁ NAR. 1894 DEPORTOVÁNA 1942 DO TEREZÍNA 1943 DO OSVĚTIMI ZAVRAŽDĚNA 1945 V BERGEN-BELSENU | Veleslavínova 285/23                                        | Serafina Goldscheiderová   |
|         | ZDE ŽIL KAREL GOLDSCHEIDER NAR. 1919 DEPORTOVÁN 1940 DO TEREZÍNA ZAVRAŽDĚN 18. 3. 1942 V MAUTHAUSENU                       | Veleslavínova 285/23                                        | Karel Goldscheider         |
|         | ZDE ŽIL RICHARD HASTERLÍK NAR. 1882 DEPORTOVÁN 1942 DO TEREZÍNA ZAVRAŽDĚN 2. 3. 1942                                       | Jungmannova 9 49°44′37″ s. š., 13°22′32″ v. d.              | Richard Hasterlík          |
|         | ZDE ŽIL ERVÍN KLAUBER NAR. 1907 DEPORTOVÁN 1942 DO TEREZÍNA DO ZÁMOŚĆE ZAVRAŽDĚN                                           | Prešovská 17 49°44′48″ s. š., 13°22′27″ v. d.               | Ervín Klauber              |
|         | ZDE ŽILA GRETA KLAUBEROVÁ NAR. 1912 DEPORTOVÁNA 1942 DO TEREZÍNA DO ZÁMOŚĆE ZAVRAŽDĚNA                                     | Prešovská 17                                                | Greta Klauberová           |
|         | ZDE ŽILA RIA KLAUBEROVÁ NAR. 1937 DEPORTOVÁNA 1942 DO TEREZÍNA DO ZÁMOŚĆE ZAVRAŽDĚNA                                       | Prešovská 17                                                | Ria Klauberová             |
|         | ZDE ŽIL VILÉM KLEIN NAR. 1891 DEPORTOVÁN 1942 DO TEREZÍNA ZAVRAŽDĚN 1944 V OSVĚTIMI                                        | Kardinála Berana 1092/14 49°44′37″ s. š., 13°22′13″ v. d.   | Vilém Klein                |
|         | ZDE ŽILA IRMA KLEINOVÁ NAR. 1890 DEPORTOVÁNA 1943 DO TEREZÍNA ZAVRAŽDĚNA 1944                                              | Kardinála Berana 1092/14                                    | Irma Kleinová              |
|         | ZDE ŽIL OTAKAR KOHN NAR. 1889 DEPORTOVÁN 1942 DO TEREZÍNA ZAVRAŽDĚN 1942 V IZBICI                                          | Koperníkova 1146/43 49°44′32″ s. š., 13°22′2″ v. d.         | Otakar Kohn                |
|         | ZDE ŽILA MELANIE KOHNOVÁ NAR. 1892 DEPORTOVÁNA 1942 DO TEREZÍNA ZAVRAŽDĚNA 1942 V IZBICI                                   | Koperníkova 1146/43                                         | Melanie Kohnová            |
|         | ZDE ŽILA HANA KOHNOVÁ NAR. 1924 DEPORTOVÁNA 1942 DO TEREZÍNA ZAVRAŽDĚNA 1942 V IZBICI                                      | Koperníkova 1146/43                                         | Hana Kohnová               |
|         | ZDE ŽILA VĚRA KOHNOVÁ NAR. 1929 DEPORTOVÁNA 1942 DO TEREZÍNA ZAVRAŽDĚNA 1942 V IZBICI                                      | Koperníkova 1146/43                                         | Věra Kohnová               |
|         | ZDE ŽIL RUDOLF KUSSI NAR. 1891 DEPORTOVÁN 1942 DO MAUTHAUSENU ZAVRAŽDĚN 6. 2. 1942 V MAUTHAUSENU                           | Americká 720/6 49°44′38″ s. š., 13°22′23″ v. d.             | Rudolf Kussi               |
|         | ZDE ŽIL EMIL LÖBNER NAR. 1897 DEPORTOVÁN 1942 DO TEREZÍNA ZAVRAŽDĚN 1944 V OSVĚTIMI                                        | Schwarzova 1847/50 49°43′53″ s. š., 13°21′53″ v. d.         | Emil Löbner                |
|         | ZDE ŽILA JOSEFÍNA LÖBNEROVÁ NAR. 1897 DEPORTOVÁNA 1942 DO TEREZÍNA ZAVRAŽDĚNA 1944 V OSVĚTIMI                              | Schwarzova 1847/50                                          | Josefína Löbnerová         |
|         | ZDE ŽIL HANUŠ JIŘÍ LÖWITH NAR. 1925 DEPORTOVÁN 1925 DO TEREZÍNA ZAVRAŽDĚN 1943 V OSVĚTIMI                                  | Goethova 5 49°44′39″ s. š., 13°22′43″ v. d.                 | Hanuš Jiří Löwith          |
|         | ZDE ŽIL TOMÁŠ LÖWITH NAR. 1934 DEPORTOVÁN 1942 DO TEREZÍNA ZAVRAŽDĚN 1944 V OSVĚTIMI                                       | Goethova 5 49°44′39″ s. š., 13°22′43″ v. d.                 | Tomáš Löwith               |
|         | ZDE ŽILA HERTA HILDEGARDA LÖWITHOVÁ NAR. 1910 DEPORTOVÁNA 1942 DO TEREZÍNA ZAVRAŽDĚNA 1944 V OSVĚTIMI                      | Goethova 5 49°44′39″ s. š., 13°22′43″ v. d.                 | Herta Hildegarda Löwithová |
|         | ZDE ŽIL BEDŘICH MOSAUER NAR. 1884 DEPORTOVÁN 1942 DO TEREZÍNA ZAVRAŽDĚN 1942 V IZBICI                                      | Bedřicha Smetany 1 49°44′47″ s. š., 13°22′35″ v. d.         | Bedřich Mosauer            |
|         | ZDE ŽILA MARKÉTA MOSAUEROVÁ NAR. 1896 DEPORTOVÁNA 1942 DO TEREZÍNA ZAVRAŽDĚNA 1942 V IZBICI                                | Bedřicha Smetany 1 49°44′47″ s. š., 13°22′35″ v. d.         | Markéta Mosauerová         |
|         | ZDE ŽIL ING. HANUŠ MÜHLSTEIN NAR. 1911 DEPORTOVÁN 1942 DO TEREZÍNA ZAVRAŽDĚN 1944 V OSVĚTIMI                               | Bedřicha Smetany 4 49°44′46″ s. š., 13°22′34″ v. d.         | Hanuš Mühlstein            |
|         | ZDE ŽIL RUDOLF PERELES NAR. 1885 DEPORTOVÁN 1942 DO TEREZÍNA ZAVRAŽDĚN 1942 V IZBICI                                       | Palackého náměstí 38/23 49°44′51″ s. š., 13°22′22″ v. d.    | Rudolf Pereles             |
|         | ZDE ŽILA ANNA PERELESOVÁ NAR. 1893 DEPORTOVÁNA 1942 DO TEREZÍNA ZAVRAŽDĚNA 1944 V IZBICI                                   | Palackého náměstí 38/23                                     | Anna Perelesová            |
|         | ZDE ŽIL OTTO PERELES NAR. 1915 DEPORTOVÁN 1942 DO TEREZÍNA ZAVRAŽDĚN 1942 V IZBICI                                         | Palackého náměstí 38/23                                     | Otto Pereles               |
|         | ZDE ŽILA VĚRA PERELESOVÁ NAR. 1923 DEPORTOVÁNA 1942 DO TEREZÍNA ZAVRAŽDĚNA 1944 V IZBICI                                   | Palackého náměstí 38/23                                     | Věra Perelesová            |
|         | ZDE ŽIL MUDR. OTTO PIK NAR. 1890 DEPORTOVÁN 1942 DO TEREZÍNA ZAVRAŽDĚN 1944 V OSVĚTIMI                                     | Rubešova 554/10 49°44′25″ s. š., 13°23′24″ v. d.            | Otto Pik                   |
|         | ZDE ŽILA HERMÍNA PIKOVÁ NAR. 1893 DEPORTOVÁNA 1942 DO TEREZÍNA ZAVRAŽDĚNA 1944 V OSVĚTIMI                                  | Rubešova 554/10                                             | Hermína Piková             |
|         | ZDE ŽIL KAREL PIK NAR. 1915 DEPORTOVÁN 1942 DO TEREZÍNA ZAVRAŽDĚN 1945                                                     | Rubešova 554/10                                             | Karel Pik                  |
|         | ZDE ŽIL MAXMILIÁN POLÁK NAR. 1884 DEPORTOVÁN 1942 DO TEREZÍNA 1943 DO OSVĚTIMI ZAVRAŽDĚN                                   | Rooseveltova 77/2 49°44′53″ s. š., 13°22′44″ v. d.          | Maxmilián Polák            |
|         | ZDE ŽILA MARIE POLÁKOVÁ NAR. 1891 DEPORTOVÁNA 1942 DO TEREZÍNA 1943 DO OSVĚTIMI ZAVRAŽDĚNA                                 | Rooseveltova 77/2                                           | Marie Poláková             |
|         | ZDE ŽIL JOSEF ROSENFELD NAR. 1883 DEPORTOVÁN 1940 DO BUCHENWALDU ZAVRAŽDĚN 4. 2. 1941 V DACHAU                             | sady Pětatřicátníků 355/26 49°44′56″ s. š., 13°22′30″ v. d. | Josef Rosenfeld            |
|         | ZDE ŽILA FRANTIŠKA ROSENFELDOVÁ NAR. 1892 DEPORTOVÁNA 1942 DO TEREZÍNA ZAVRAŽDĚNA V TRAWNIKACH                             | sady Pětatřicátníků 355/26                                  | Františka Rosenfeldová     |
|         | ZDE ŽILA ANNA ROSENFELDOVÁ NAR. 1921 DEPORTOVÁNA 1942 DO TEREZÍNA ZAVRAŽDĚNA V TRAWNIKACH                                  | sady Pětatřicátníků 355/26                                  | Anna Rosenfeldová          |
|         | ZDE ŽIL JIŘÍ STEIN NAR. 1923 DEPORTOVÁN 1942 DO TEREZÍNA ZAVRAŽDĚN 1942 V RAASICE                                          | Klatovská tř. 1460/83 49°44′2″ s. š., 13°22′14″ v. d.       | Jiří Stein                 |
|         | ZDE ŽIL OTA STEIN NAR. 1890 DEPORTOVÁN 1942 DO TEREZÍNA ZAVRAŽDĚN 1942 V RAASICE                                           | Klatovská tř. 1460/83                                       | Ota Stein                  |
|         | ZDE ŽILA HANA STEINOVÁ NAR. 1926 DEPORTOVÁNA 1942 DO TEREZÍNA ZAVRAŽDĚNA 1942 V RAASICE                                    | Klatovská tř. 1460/83                                       | Hana Steinová              |
|         | ZDE ŽILA HEDVIKA STEINOVÁ NAR. 1893 DEPORTOVÁNA 1942 DO TEREZÍNA ZAVRAŽDĚNA 1942 V RAASICE                                 | Klatovská tř. 1460/83                                       | Hedvika Steinová           |
|         | ZDE ŽILA PAVLÍNA SZABOVÁ NAR. 1882 DEPORTOVÁNA 1943 DO TEREZÍNA ZAVRAŽDĚNA 1943 V OSVĚTIMI                                 | Skrétova 447/6 49°44′42″ s. š., 13°22′9″ v. d.              | Pavlína Szabová            |
|         | ZDE ŽILA RŮŽENA VESECKÁ NAR. 1887 DEPORTOVÁNA 1942 DO TEREZÍNA ZAVRAŽDĚNA 1942 V SOBIBÓRU-OSSOWA                           | Prokopova 13/15 49°44′36″ s. š., 13°22′44″ v. d.            | Růžena Vesecká             |
|         | ZDE ŽILA LAURA WEINEROVÁ NAR. 1895 DEPORTOVÁNA 1942 DO TEREZÍNA ZAVRAŽDĚNA 1942 V IZBICI                                   | Sedláčkova 29/01 49°44′53″ s. š., 13°22′32″ v. d.           | Laura Weinerová            |
|         | ZDE ŽIL MUDR. MAX WINTERSTEIN NAR. 1868 DEPORTOVÁN 1942 DO TEREZÍNA ZAVRAŽDĚN 22. 4. 1942                                  | Goethova 295/10 49°44′38″ s. š., 13°22′43″ v. d.            | Max Winterstein            |

## Spálené Poříčí
Následující kameny byly položeny ve městě Spálené Poříčí:
| Obrázek | Nápis                                                                                               | Bydliště                                         | Jméno, život       |
| ------- | --------------------------------------------------------------------------------------------------- | ------------------------------------------------ | ------------------ |
|         | ZDE ŽIL RUDOLF HERMANN NAR. 1883 DEPORTOVÁN 1942 DO TEREZÍNA DO IZBICE ZAVRAŽDĚN                    | Nám. Svobody 49 49°36′51″ s. š., 13°36′10″ v. d. | Rudolf Hermann     |
|         | ZDE ŽILA MARIE HOFFEOVÁ ROZ. HERMANNOVÁ NAR. 1915 DEPORTOVÁNA 1942 DO TEREZÍNA DO IZBICE ZAVRAŽDĚNA | Nám. Svobody 49                                  | Marie Hoffeová     |
|         | ZDE ŽILA BERTA LEDEREROVÁ NAR. 1922 DEPORTOVÁNA 1942 DO TEREZÍNA OSVOBOZENA                         | Tyršova 28 49°36′49″ s. š., 13°36′20″ v. d.      | Berta Ledererová   |
|         | ZDE ŽILA VALERIE LEDEREROVÁ NAR. 1884 DEPORTOVÁNA 1942 DO TEREZÍNA 1944 DO OSVĚTIMI ZAVRAŽDĚNA      | Tyršova 28                                       | Valerie Ledererová |
|         | ZDE ŽILA KAMILA SCHWARZOVÁ NAR. 1873 DEPORTOVÁNA 1942 DO TEREZÍNA DO TREBLINKY ZAVRAŽDĚNA           | Tyršova 159 49°36′48″ s. š., 13°36′21″ v. d.     | Kamila Schwarzová  |
|         | ZDE ŽILA ALBÍNA EHRMANNOVÁ NAR. 1874 DEPORTOVÁNA 1942 DO TEREZÍNA ZAVRAŽDĚNA 27.10.1944             | Tyršova 161 49°36′49″ s. š., 13°36′21″ v. d.     | Albína Ehrmannová  |
|         | ZDE ŽILA MARTA EHRMANNOVÁ NAR. 1913 DEPORTOVÁNA 1942 DO TEREZÍNA OSVOBOZENA                         | Tyršova 161                                      | Marta Ehrmannová   |

## Sušice
Následující kameny byly položeny v městečku Sušice:
| Obrázek | Nápis                                                                                                | Bydliště                                                     | Jméno, život         |
| ------- | --- | ------------------------------------------------------------ | -------------------- |
|         | ZDE BYDLEL BEDŘICH BORGER NAR. 1916 DEPORTOVÁN DO KAUFERINGU ZAVRAŽDĚN 1945                          | Nám. Svobody 32 49°13′52″ s. š., 13°31′15″ v. d.             | Bedřich Borger       |
|         | ZDE BYDLEL ARNOŠT FISCHER NAR. 1884 DEPORTOVÁN DO OSVĚTIMI ZAVRAŽDĚN 1942                            | Nám. Svobody 32                                              | Arnošt Fischer       |
|         | ZDE BYDLELA JOSEFÍNA FISCHEROVÁ ROZ. KOHNOVÁ NAR. 1888 DEPORTOVÁNA DO OSVĚTIMI ZAVRAŽDĚNA 1942       | Nám. Svobody 32                                              | Josefína Fischerová  |
|         | ZDE ŽIL KAREL GUTMANN NAR. 1875 DEPORTOVÁN 1943 DO TEREZÍNA ZAVRAŽDĚN 27.5.1943                      | Nám. Svobody 30 49°13′52″ s. š., 13°31′15″ v. d.             | Karel Gutmann        |
|         | ZDE ŽIL OTTO GUTMANN NAR. 1904 DEPORTOVÁN 1942 DO TEREZÍNA ZAVRAŽDĚN 6.9.1943 V OSVĚTIMI             | Nám. Svobody 30                                              | Otto Gutmann         |
|         | ZDE ŽIL RUDOLF GUTMANN NAR. 1906 ZAVRAŽDĚN 13.3.1945 V GRAWINKELU                                    | Nám. Svobody 30                                              | Rudolf Gutmann       |
|         | ZDE ŽILA KAROLÍNA GUTMANNOVÁ NAR. 1877 DEPORTOVÁNA 1942 DO TEREZÍNA ZAVRAŽDĚNA 15.12.1943 V OSVĚTIMI | Nám. Svobody 30                                              | Karolína Gutmannová  |
|         | ZDE BYDLEL ANTONÍN KLINGER NAR. 1907 DEPORTOVÁN DO OSVĚTIMI ZAVRAŽDĚN 1943                           | Tomáše Garrigua Masaryka 23 49°13′56″ s. š., 13°31′15″ v. d. | Antonín Klinger      |
|         | ZDE BYDLEL FRANTIŠEK KLINGER NAR. 1897 DEPORTOVÁN DO OSVĚTIMI ZAVRAŽDĚN 1943                         | Tomáše Garrigua Masaryka 23                                  | František Klinger    |
|         | ZDE BYDLEL FRANTIŠEK KLINGER NAR. 1863 DEPORTOVÁN DO TEREZÍNA ZEMŘEL 1945 V SUŠICI                   | Tomáše Garrigua Masaryka 23                                  | Josef Klinger        |
|         | ZDE BYDLELA DAGMAR KLINGEROVÁ NAR. 1935 DEPORTOVÁNA DO OSVĚTIMI ZAVRAŽDĚNA 1943                      | Tomáše Garrigua Masaryka 23                                  | Dagmar Klingerová    |
|         | ZDE BYDLELA EVA KLINGEROVÁ NAR. 1932 DEPORTOVÁNA DO OSVĚTIMI ZAVRAŽDĚNA 1943                         | Tomáše Garrigua Masaryka 23                                  | Eva Klingerová       |
|         | ZDE BYDLELA FRANTIŠKA KLINGEROVÁ NAR. 1908 DEPORTOVÁNA DO OSVĚTIMI ZAVRAŽDĚNA 1943                   | Tomáše Garrigua Masaryka 23                                  | Františka Klingerová |
|         | ZDE BYDLELA HELENA KLINGEROVÁ NAR. 1914 DEPORTOVÁNA DO OSVĚTIMI ZAVRAŽDĚNA 1943                      | Tomáše Garrigua Masaryka 23                                  | Helena Klingerová    |
|         | ZDE BYDLELA HERMÍNA KLINGEROVÁ NAR. 1873 DEPORTOVÁNA DO TEREZÍNA ZEMŘELA 1946 V SUŠICI               | Tomáše Garrigua Masaryka 23                                  | Hermína Klingerová   |

## Data pokládání kamenů
Data pokládání kamenů zmizelých v Plzeňském kraji:
- Horažďovice: 14. září 2014 (rodina Adler/Adlerová, Z. Mautner),[4] 3. srpna 2015 a 3. srpna 2016 (10), 29. září 2017 (rodina Klein a Münz, František a Richard Löwy, Josefina Pisingerová, Arnold Schwartz a Růžena Weisová)
- Plzeň: 28. října 2012, 30. září 2017 (Rudolf Kussi), 3. září 2019 (rodina Pikova, rodina Kohnova, Jiří Freund, Růžena Vesecká, Arnoštka Adelová), 4. září 2020 (Max Winterstein, Hanuš Mühlstein, Ervín Glaser, Richard Hasterlík, rodina Fischlova), 3. září 2021 (Theodor Eisner, rodina Perelesova, Kleinovi, Friedlerovi), 7. září 2022 (Jindřich Černý, rodina Goldscheiderova, rodina Polákova), 8. září 2022 (rodina Gärtnerova, rodina Baumova), 18. října 2023 (rodina Fischerova, rodina Klauberova, rodina Rosenfeldova) 30. září 2024 (Laura Weinerová, Pavlína Szabová)
- Sušice: 2. srpna 2015 (rodina Gutmann/Gutmannová) a 4. srpna 2016 (Borger/Fischer/Fischerová), 29. září 2017 (rodina Klinger)

Horské úskoky Horažďovice byly iniciovány Výborem pro svitky (Westminsterská synagoga (předsedkyně: Alberta Strage).